# Гартмут Ярайс
Гартмут Ярайс (нім. Hartmut Jahreiß) — німецький астроном, професор в Інституті астрономічних обчислень Гайдельберзького університету, дослідник найближчих зір, співавтор каталогу Глізе.

## Біографія
Гартмут Ярайс отримав ступінь доктора філософії в Гайдельберзькому університеті. Його дисертація стосувалася просторового розподілу, кінетики та віку зір поблизу Сонця. Невдовзі Ярайс почав працювати в Інституті астрономічних обчислень із Вільгельмом Глізе, всесвітньо відомим експертом із вивчення найближчих зір.

## Наукові результати
Ярайс найбільш відомий своєю співпрацею з Глізе над публікацією нових видань каталогу найближчих зір Глізе в 1979 і 1991 роках. Після смерті Глізе в 1993 році Ярайс написав некролог про нього. Починаючи з третього видання (1991) зорі цього каталогу отримали позначення GJ (Gliese–Jahreiß) на знак визнання внеску Ярайса.
Брав участь у підготовці вхідного каталогу для космічної місії Гіппаркос.
У 1997 році він визначив Gliese 1061, розташовану на відстані всього 3,68 парсека, як 20-ту найближчу до Землі зорю[значущість факту?].
У 2010 році разом із Андреасом Юстом розробив напіваналітичну модель динаміки зір поблизу Сонця (так звану модель Юста—Ярайса[джерело?]).

## Відзнаки
- На честь науковця названо астероїд головного поясу 9861 Ярайс.